# 国造本紀
『国造本紀』（こくぞうほんぎ、くにのみやつこのもとつふみ）は、日本の史書である。全国各地の国造の名をあげ、その系譜と叙任を記している。『先代旧事本紀』の第10巻にあたる。

## 概要
『先代旧事本紀』は平安時代初期に古事記、日本書紀、古語拾遺などを基にして作られた偽書とされている。しかし、そのうちの第3巻「天神本紀」の一部、第5巻の「天孫本紀」、第10巻の「国造本紀」は、他のいずれの文献にもみえない独自の所伝を載せており、特に「天孫本紀」と「国造本紀」は古代史における重要かつ貴重な史料と考えられている。
内容については、大化の改新以前の全国の国造が列挙され、それぞれの任命設置の時期、初代国造名、及びその系譜が記されている。また『先代旧事本紀』における「神代本紀」から「帝皇本紀」までが編年史であるのに対し「国造本紀」には別に序文があり、独立した一書の体裁をとっている。
成立に関しては、823年（弘仁14年）の加賀国分立が記されているため、最終的な成立は平安時代初期と考えられている。成立経緯には、『先代旧事本紀』編纂時に古文献を斟酌して作成したとする説、6世紀中葉から7世紀前半にその当時実在した国造を記録した原資料が存在し、702年（大宝2年）に作成された「国造記（こくぞうき）」をその公的記録とみなす説などがある。
「国造本紀」は、後世の国造である律令国造の名や国司の名も混入しているが、それでも他に例の無いまとまった国造関係史料であり、概して信用できる古伝によっているとされ、独自の価値を持つため、古代史研究・国造研究の史料となっている。ただし、内容には十分な考証が必要となる。